# Kostel svatého Martina (Rusová)
Dva kostely svatého Martina stávaly v zaniklé obci Rusová (dnes část obce Kryštofovy Hamry) na Chomutovsku. Starší, původně gotický kostel nahradil nový svatostánek v roce 1939, starý objekt, vzdálený od nového kostela zhruba 400 metrů, však zůstal na svém místě zachován. K demolici nového kostela došlo v roce 1971, tedy po 32 letech jeho existence. Stalo se tak v souvislosti s plánovanou výstavbou přehrady Přísečnice, protože se spolu s vesnicí ocitl v ochranném pásmu přehrady. Celá vesnice i s pozůstatky starého kostela byla zbořena v roce 1973.

## Historie
Starší původně gotický kostel svatého Martina pocházel pravděpodobně z patnáctého století, ale první písemná zmínka o něm je až z roku 1591. Barokní přestavbou prošel v roce 1689 a věžička (sanktusník) byla přistavěna až roku 1770.

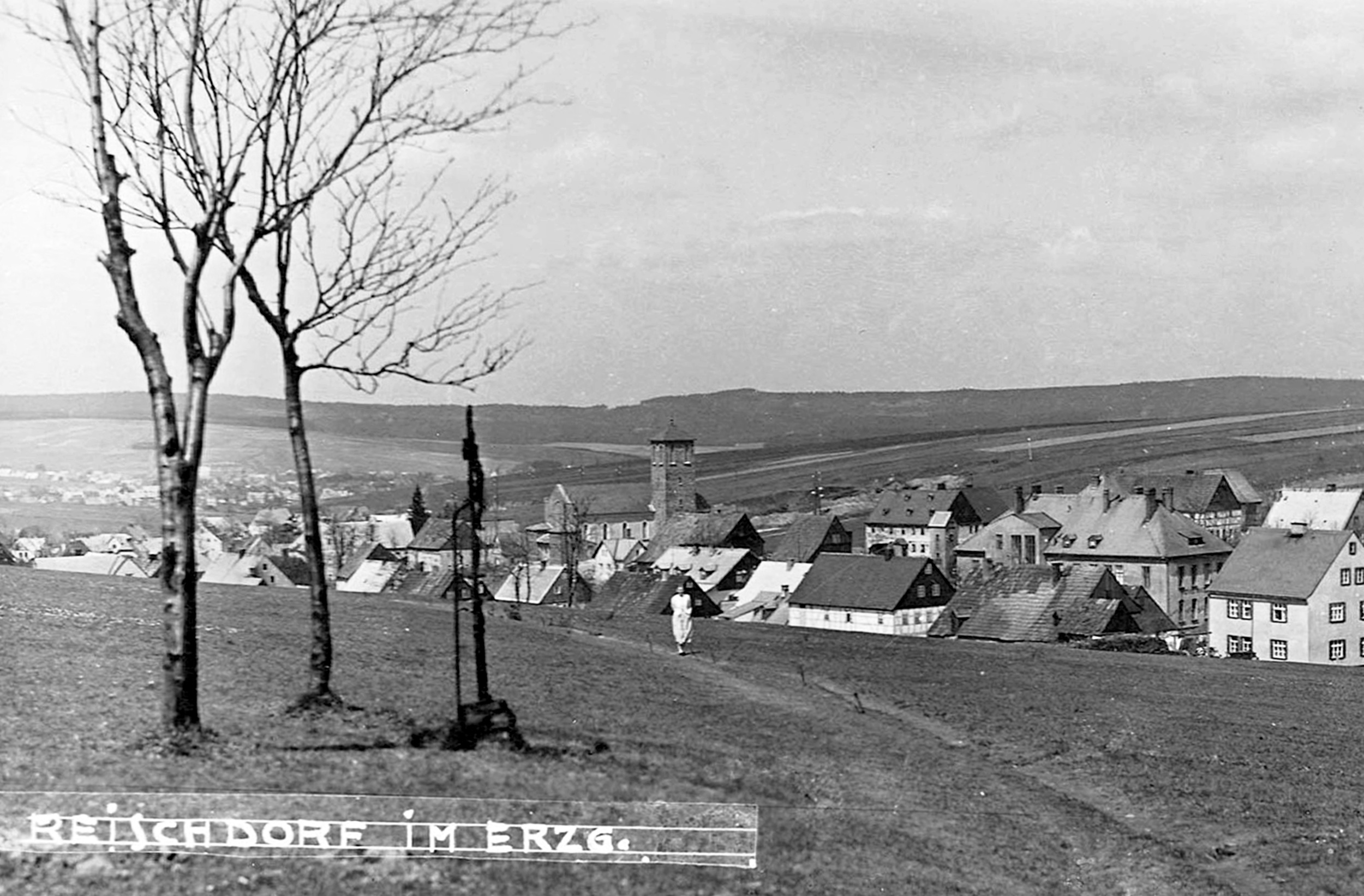
Panorama Rusové s novým kostelem sv. Martina, vysvěceným v roce 1939

Zdivo starého kostela, dosahující po celém obvodu výše 0.2 až 1,8 metrů, bylo v roce 2024 vykopáno, očištěno z trosek a částečně zakonzervováno.
Základní kámen nového kostela, postaveného z režného zdiva, byl položen 1. září 1935. Stavební kámen se lámal v těsném okolí staveniště. Výstavba proběhla v šesti etapách a kostel byl vysvěcen 14. září 1939. V jednom ze dvou představků byla zřízena pamětní kaple obětem světové války. Autorem oltáře a dalšího vybavení se stal umělecký řezbář Ernst Hollitzer.
Kvůli výstavbě přehrady Přísečnice byla počátkem sedmdesátých let dvacátého století s výjimkou nádraží zbourána celá obec Rusová, v roce Výstavbě přehray padly za oběť v letech 1971 – 1973  jak starý, tak i nový kostel, byť voda k němu nakonec nikdy nedosahovala. O demolici nového kostela paradoxně požádalo litoměřické biskupství, které s vědomím připravované stavby přehrady plánovalo využít jeho krov při opravě kostela svatého Vendelína v Perštejně.

## Galerie

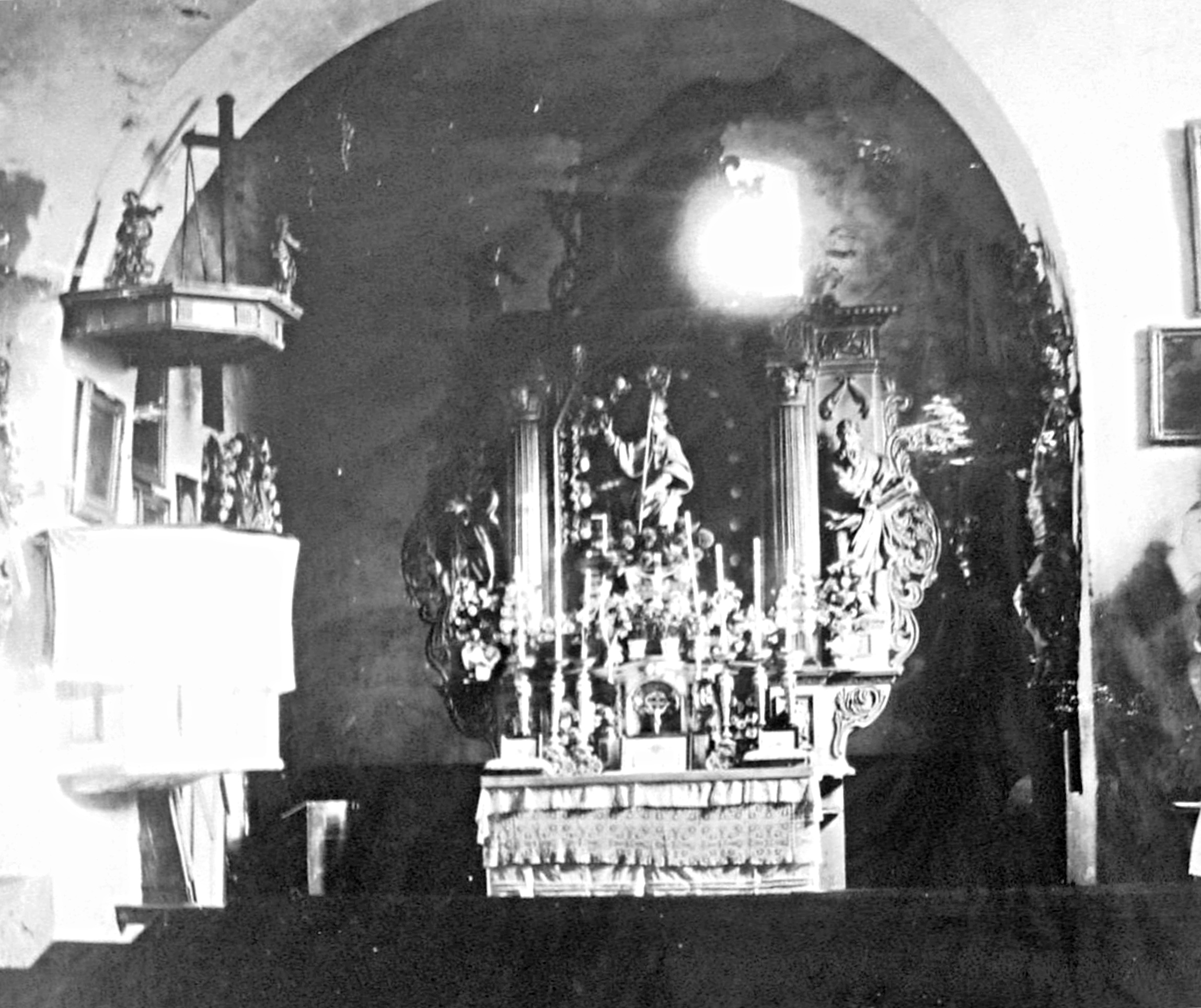
Hlavní oltář starého kostela
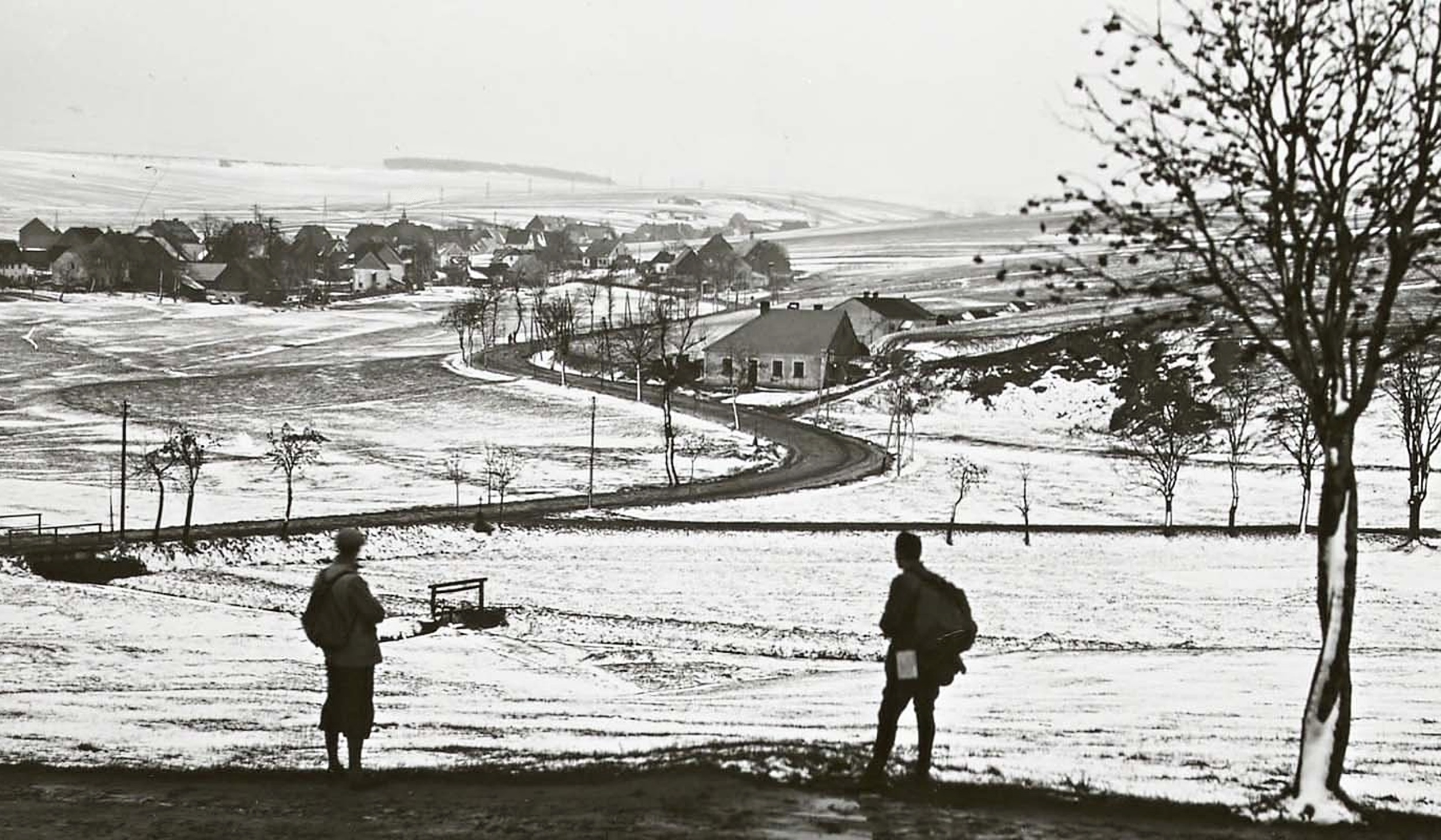
Rusová před výstavbou nového kostela
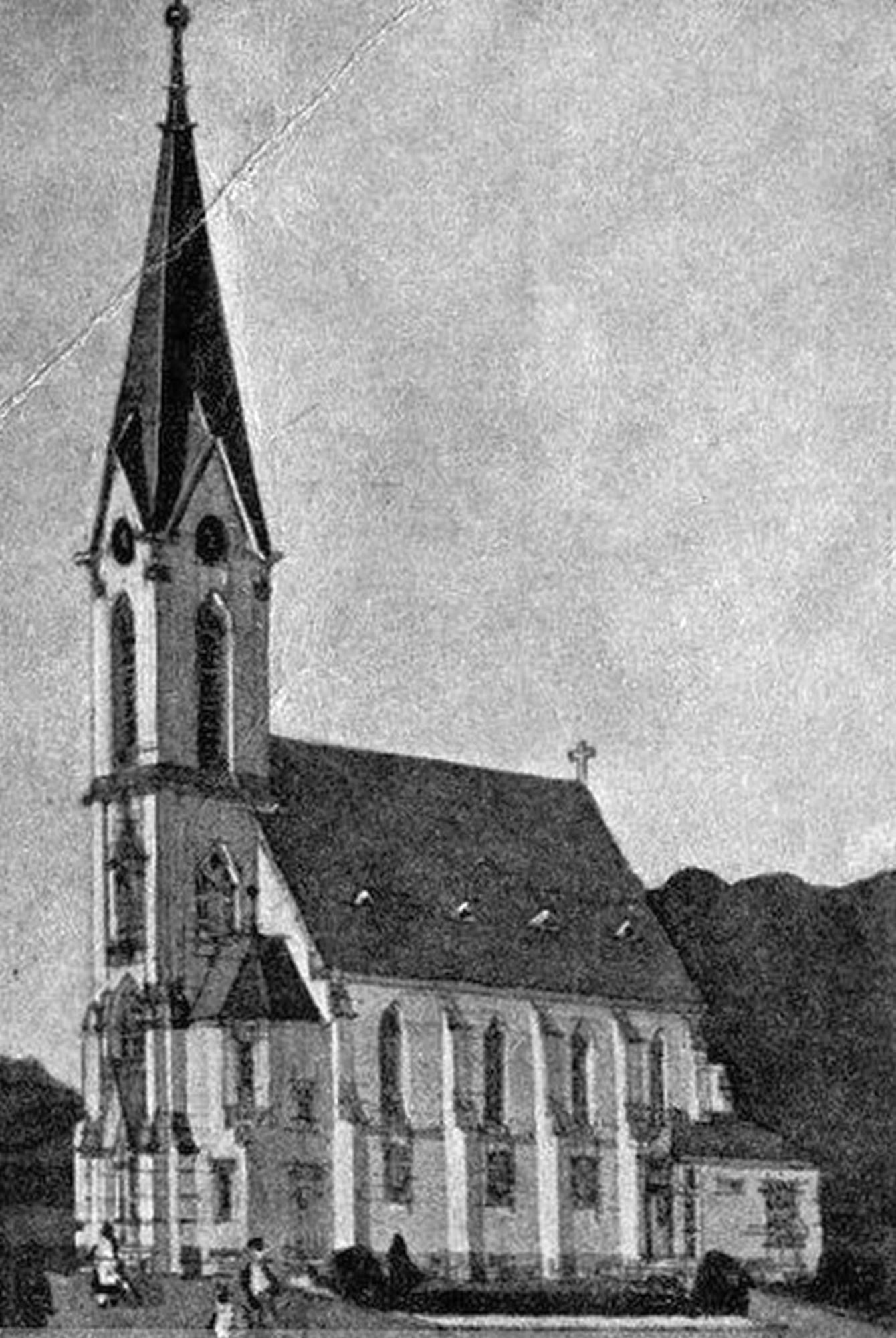
Nerealizovaný návrh na výstavbu nového kostela
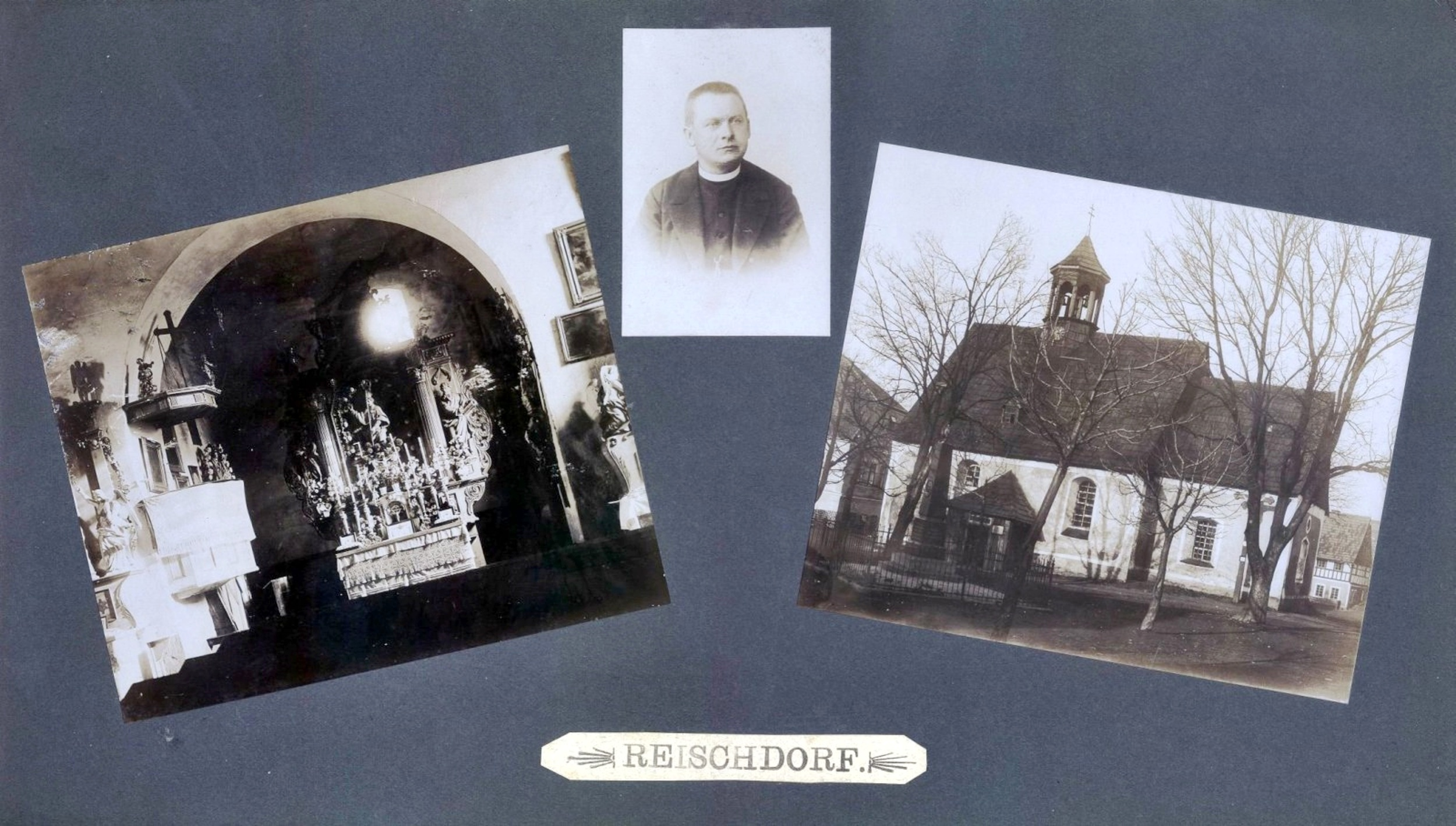
Starý kostel na pohlednici z roku 1900
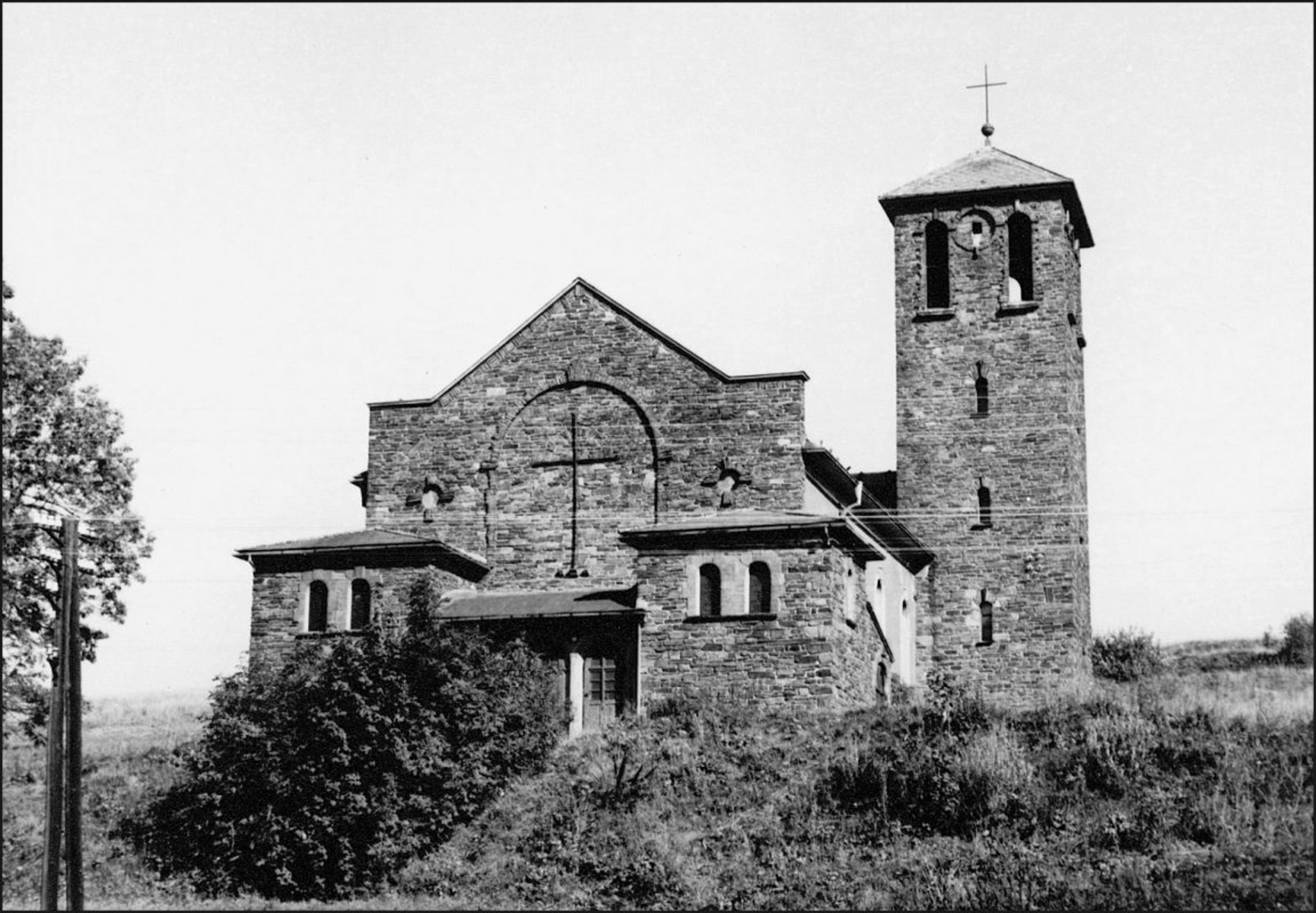
Nový kostel sv. Martina